# ジョセフ・ジウンタ
ジョセフ・ジウンタ（Joseph Giunta, 1911年7月5日 - 2001年10月11日）は、カナダの画家。
モントリオールで生まれる。14歳から絵を描き始め、エコール・デ・ボザール・ド・モントリオールで学び、アドリアン・エベールやジョニー・ジョンストンらから教えを受けた。また、ボストン、フランスやイタリアに遊学し、20歳から画家として活動を始めた。当初は図案装飾的な絵画を制作していたが、1958年からアクション・ペインティングを試み、1971年からは幾何学的でバロック的な造形も行うようになった。1974年からは有機的なコラージュ・ペインティングも試すようになり、これはモントリールで亡くなるまでのジウンタの画風として定着した。